# 明星検車区

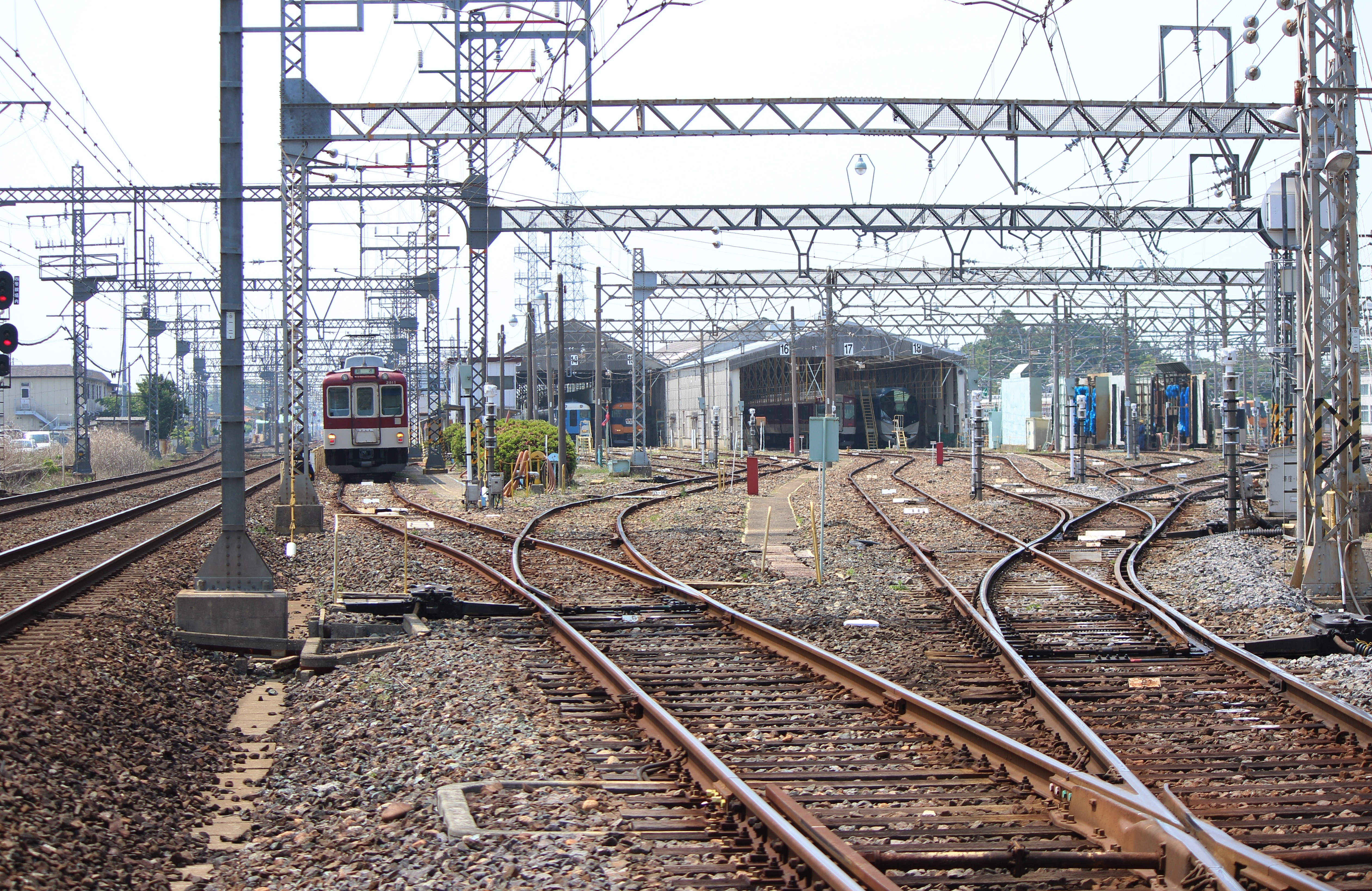
伊勢側から大阪･名古屋側を眺めた写真（2013年5月23日）

明星検車区（みょうじょうけんしゃく）は、三重県多気郡明和町明星にある近畿日本鉄道の車両基地。近鉄山田線明星駅の北側にある。電略記号は「メセ」（明星を「メイセイ」と読み替え）。
当車庫は、大阪・京都・名古屋等から伊勢志摩を結ぶ特急の折り返し拠点となっており、夜間には沢山の特急車両が留置されている。なお、所属車両数は306両(2022年4月現在)。
1930年に旧参宮急行電鉄が松阪駅 - 外宮前駅（現宮町駅）間を開業した際に開設された。初代区長は影山光一。なお、1982年以降は組織名が「明星検車区」、場所が「明星車庫」と呼称されている。配下の車両基地は明星車庫と白塚駅隣接の白塚車庫（2003年5月に白塚検車区より統合）がある。

## 主な所属車両
当車庫所属車は、以下のような特急車と一般車、団体専用車、事業用車から構成されている。名古屋線・大阪線双方の車両基地を補完しているため特急車および団体専用車と一部の一般車両は大阪線でも運用されることがあり、特に一般4両編成には全編成にトイレ付き車両が連結されており、大阪線新青山トンネルを跨ぐ長距離運転の急行系列車にも充当されている。また、一般2両編成の全車と3両編成の一部は名古屋線系統のワンマン運転に対応している。
2020年4月1日現在の配置車両は以下の通り。
特急・団体専用車両
- 12200系の一部（12234F - 12240F・12244F - 12245F・12247F・12253F・12254F）
- 12400系サニーカー
- 12410系サニーカー
- 12600系サニーカー
- 22000系ACEの一部（22103F - 22105F・22107F・22111F・22115F・22117F・22119F・22120F）
- 22600系Ace2両編成の一部（22656F・ 22657F・22662F）
- 30000系ビスタカーの一部 (30113 - 30115F)
- 15200系新あおぞらIIの一部（15204F・12506F）
- 2013系つどい

一般車両
- 1000系の3両編成車
- 1010系（ワンマン仕様編成を含む）
- 1200系（ワンマン仕様車の1201系）
- 1230系のワンマン仕様車（1240系・1259系を含む）
- 1437系のワンマン仕様車（1440系）
- 2050系
- 2430系の一部（ワンマン仕様の2444系を含む）
- 2610系のロングシート化改造車
- 2800系の3両編成
- 5200系の大阪線充当車両（5201F - 5206F）

事業用車両
- モワ24系はかるくん

## 過去の配置車両
特急・団体専用車両
- 11400系の一部
- 12000系の一部
- 18200系あおぞらIIの一部
- 18400系あおぞらII増結用（18409F、2013年11月まで在籍）[3]
- 30000系ビスタカーの一部（現在は西大寺検車区の配置）

一般車両
- 1000系の一部（トイレ装備のTc・T車）
- 1220系の一部
- 1480系の一部
- 1600系
- 1810系の2両編成車両
- 9000系のワンマン仕様車（2017年まで在籍[4]）